# Jeremy Maclin
Jeremy Maclin (Chesterfield, 11 maggio 1988) è un ex giocatore di football americano statunitense che ha militato nel ruolo di wide receiver nella National Football League (NFL). Al college ha giocato a football all'Università del Missouri.

## Carriera professionistica

### Philadelphia Eagles

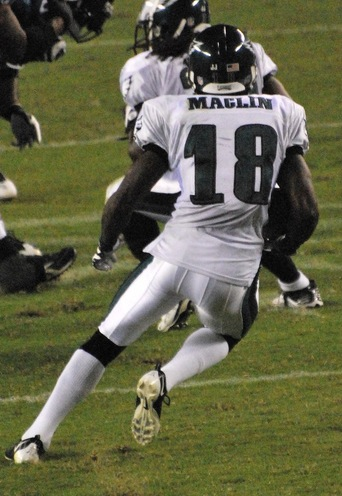
Maclin con gli Eagles.

Al draft NFL 2009, Maclin fu selezionato come 19ª scelta assoluta dai Philadelphia Eagles. Il 3 agosto 2009 firmò un contratto di 5 anni per un totale di 15,5 milioni di dollari, di cui 9,5 milioni garantiti. Debuttò nella NFL il 13 settembre contro i Carolina Panthers indossando la maglia numero 18, mettendosi subito in luce nella sua stagione da rookie, terminata con 773 yard ricevute e quattro touchdown. L'anno successivo salì a 964 yard e segnò dieci touchdown.
Il 3 agosto 2011 è stato messo sulla lista degli infortuni non legati al football americano. Dopo accertamenti sulla possibilità di avere un linfoma il 17 agosto, gli esiti furono dichiarati negativi e Maclin ottenne l'autorizzazione per tornare alle proprie attività agonistiche il 27 agosto.
A causa della rottura del legamento crociato anteriore subita il 27 luglio 2013 all'inizio del training camp, Maclin fu costretto a saltare tutta la stagione 2013. Il 28 febbraio 2014 firmò un prolungamento annuale con gli Eagles del valore massimo di 6 milioni di dollari, di cui 3,5 milioni garantiti. Tornò in campo nella settimana 1 della stagione 2014 risultando subito decisivo nella vittoria in rimonta sui Jacksonville Jaguars segnando il touchdown del sorpasso su passaggio da 68 yard del quarterback Nick Foles. La domenica successivo fu ancora decisivo quando nel quarto periodo segnò il touchdown del pareggio, con gli Eagles che andarono poi a vincere nei secondi finali sui Colts. Per la terza gara consecutiva andò a segno contro i Washington Redskins, terminando con 154 yard nella vittoria dei suoi. Nella settimana 9, Maclin ricevette dal quarterback di riserva Mark Sanchez 158 yard e 2 touchdown, trascinando la sua squadra alla vittoria sui Texans e venendo premiato come miglior giocatore offensivo della NFC della settimana. La sua stagione si chiuse con un nuovo primato in carriera di 1.318 yard ricevute e pareggiando quello per TD segnati, con dieci, venendo convocato per il suo primo Pro Bowl al posto dell'infortunato Demaryius Thomas. Fu inoltre inserito al 61º posto nel NFL Top 100, la classifica dei migliori cento giocatori della stagione.

### Kansas City Chiefs
L'11 marzo 2015, Maclin firmò un contratto quinquennale del valore di 55 milioni di dollari coi Kansas City Chiefs, ritrovando il suo ex allenatore Andy Reid. La prima gara d'alto livello la disputò nel Monday Night del terzo turno contro i Packers in cui ricevette 141 yard e segnò un touchdown. Fu il primo TD su ricezione per un wide receiver dei Chiefs dalla stagione 2013. La seconda marcatura la segnò nell'ottavo turno a Londra contro i Lions. Nella settimana 12 ricevette un nuovo massimo stagionale di 160 yard con un touchdown nella quinta vittoria consecutiva dei Chiefs. Sette giorni dopo segnò per la prima volta 2 TD con la maglia dei Chiefs nella vittoria in casa dei Raiders. La sua stagione regolare si chiuse guidando i Chiefs con 1.088 yard ricevute e 8 touchdown. Nel 2016, Maclin perse quattro partite a causa di un infortunio all'inguine, chiudendo con 44 ricezioni per 536 yard ricevute e 2 touchdown. Il 2 giugno 2017 fu svincolato.

### Baltimore Ravens
L'11 giugno 2017, Maclin firmò un contratto biennale con i Baltimore Ravens. Nella prima partita con la nuova maglia andò subito a segno su un passaggio da 20 yard di Joe Flacco.

## Palmarès
- Convocazioni al Pro Bowl: 1

2014
- Giocatore offensivo della NFC della settimana: 1

9ª del 2014
- Rookie della settimana: 1

16ª del 2009
- Record degli Eagles per yard ricevute in una partita di playoff (146 yard il 9 gennaio 2010)

## Statistiche
| Partite totali         | 102   |
| Partite da titolare    | 100   |
| Ricezioni              | 474   |
| Yard ricevute          | 6.395 |
| Touchdown su ricezione | 46    |

Statistiche aggiornate alla stagione 2016